# Transactions of the Royal Society of Edinburgh
Transactions of the Royal Society of Edinburgh (abreviado Trans. Roy. Soc. Edinburgh) es una revista con ilustraciones y descripciones botánicas que editada por la Royal Society of Edinburgh desde el año 1788.